# Tysklands marininspektör
Tysklands marininspektör, formellt inspektören av marinen (tyska: Inspekteur der Marine), är den främste företrädaren och representanten för försvarsgrenen marinen inom Tysklands försvarsmakt.
Marininspektören är chef för marinkommandot (tyska: Marinekommando) som ingår i marinens organisationsområde. Marinkommandot är direkt underställt försvarsministeriet och är den centrala kontaktpunkten för försvarsministeriet i marinpecifika frågor. Marinkommandot har säte i Rostock (Hanse-Kaserne).
Samtliga befattningshavare har haft tjänstegraden som viceamiral.

## Lista över befattningshavare
| Nr | Namn                            | Porträtt | Tillträdde      | Avgick          |
| -- | ------------------------------- | -------- | --------------- | --------------- |
| 1  | Friedrich Ruge (1896–1986)      |          | juni 1957       | augusti 1961    |
| 2  | Karl-Adolf Zenker (1907-1998)   |          | augusti 1961    | september 1967  |
| 3  | Gert Jeschonnek (1912–1999)     |          | oktober 1967    | september 1971  |
| 4  | Heinz Kühnle (1915–2001)        |          | oktober 1971    | mars 1975       |
| 5  | Günter Luther (1922–1997)       |          | april 1975      | mars 1980       |
| 6  | Ansgar Bethge (1914–2008)       |          | april 1980      | mars 1985       |
| 7  | Dieter Wellershoff (1933–2005)  |          | april 1985      | september 1986  |
| 8  | Hans-Joachim Mann (född 1935)   |          | oktober 1986    | mars 1992       |
| 9  | Hein-Peter Weyher (född 1935)   |          | april 1992      | april 1995      |
| 10 | Hans-Rudolf Boehmer (född 1938) |          | april 1995      | september 1998  |
| 11 | Hans Lüssow (född 1942)         |          | oktober 1998    | februari 2003   |
| 12 | Lutz Feldt (född 1945)          |          | 1 mars 2003     | april 2006      |
| 13 | Wolfgang E. Nolting (född 1948) |          | maj 2006        | 28 april 2010   |
| 14 | Axel Schimpf (född 1952)        |          | 28 april 2010   | 28 oktober 2014 |
| 15 | Andreas Krause (född 1956)      |          | 28 oktober 2014 | 24 mars 2021    |
| 16 | Kay-Achim Schönbach (född 1965) |          | 24 mars 2021    | 22 januari 2022 |
| 17 | Jan Christian Kaack (född 1962) |          | 11 mars 2022    | Sittande        |